# Wallfahrt nach Saintes-Maries-de-la-Mer

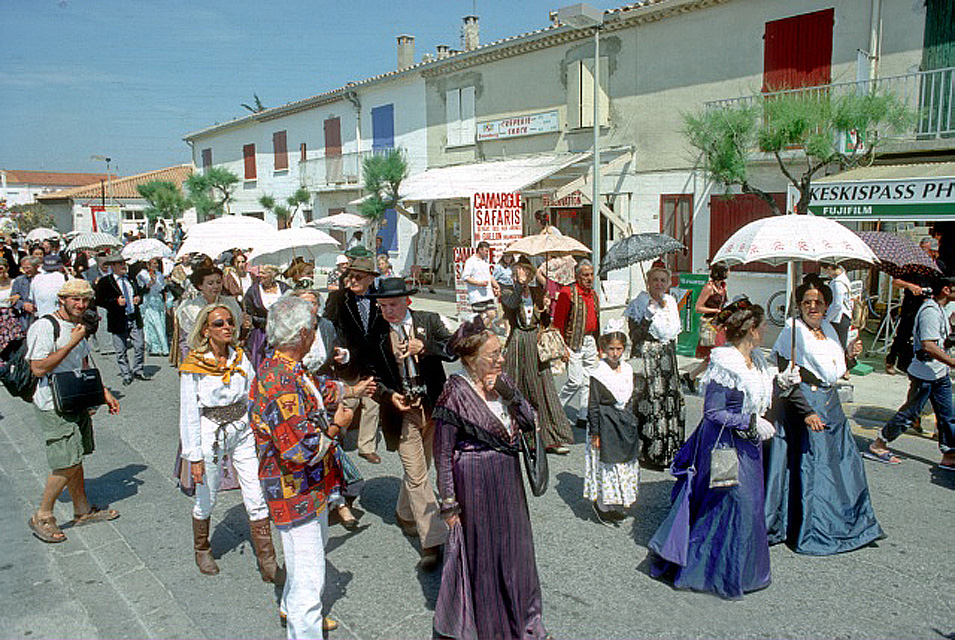
Menschen aus Arles in traditioneller Kleidung am 25. Mai

Die Wallfahrt nach Saintes-Maries-de-la-Mer ist eine religiöse Tradition in Saintes-Maries-de-la-Mer in Frankreich.

## Die zugrundeliegende Sage

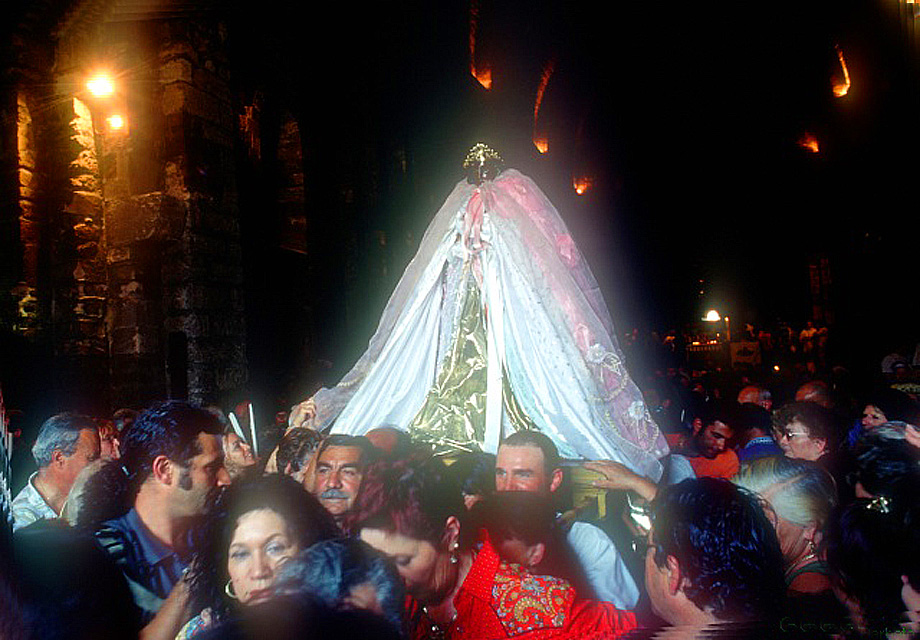
Die Schwarze Sara wird durch das Mittelschiff der Kirche getragen

Der Ortslegende zufolge wurden die Heiligen Maria Kleophae und Maria Salome von Verfolgern auf einem Boot ohne Segel und Ruder ausgesetzt und von der Vorsehung an die Küste der Provence gespült. Im Boot sollen auch Lazarus und seine Schwestern Martha und Maria – gleichgesetzt mit Maria Magdalena – sowie Sara, die schwarze Dienerin, gewesen sein. Während die anderen weiterzogen, um fernere Gegenden zu evangelisieren, blieben die beiden schon älteren Marien, die Mütter der Apostel Jakobus und Johannes, an diesem Küstenabschnitt, der dann nach ihnen benannt wurde: Saintes-Maries-de-la-Mer. Ihre Reliquien wurden am 24. Mai 1923 wieder geborgen und ruhen nun in Schreinen in der Kirche.

## Ablauf der Maiwallfahrt

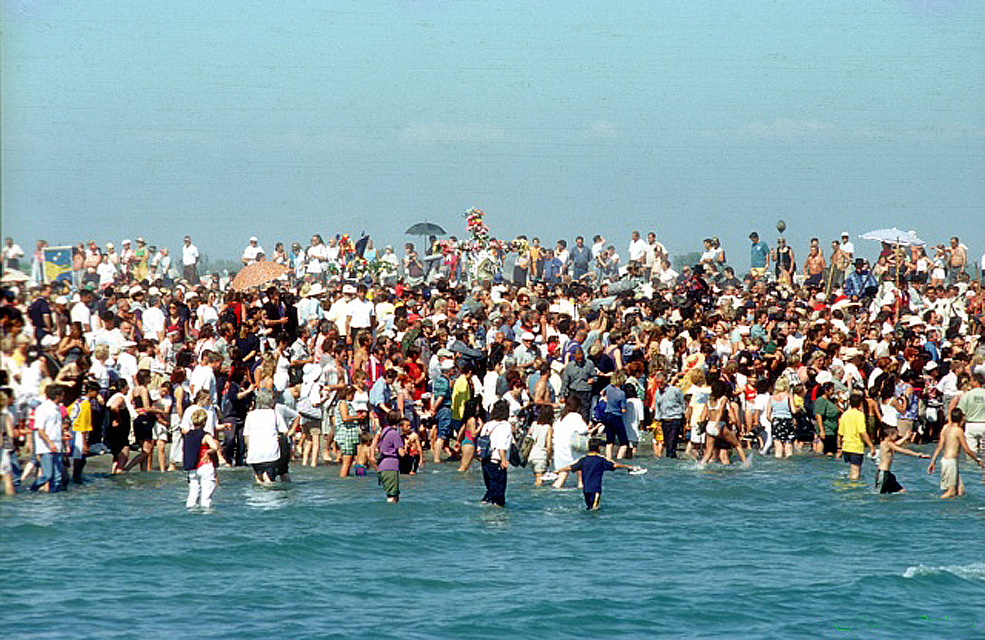
Die Prozession ist am Meer angekommen

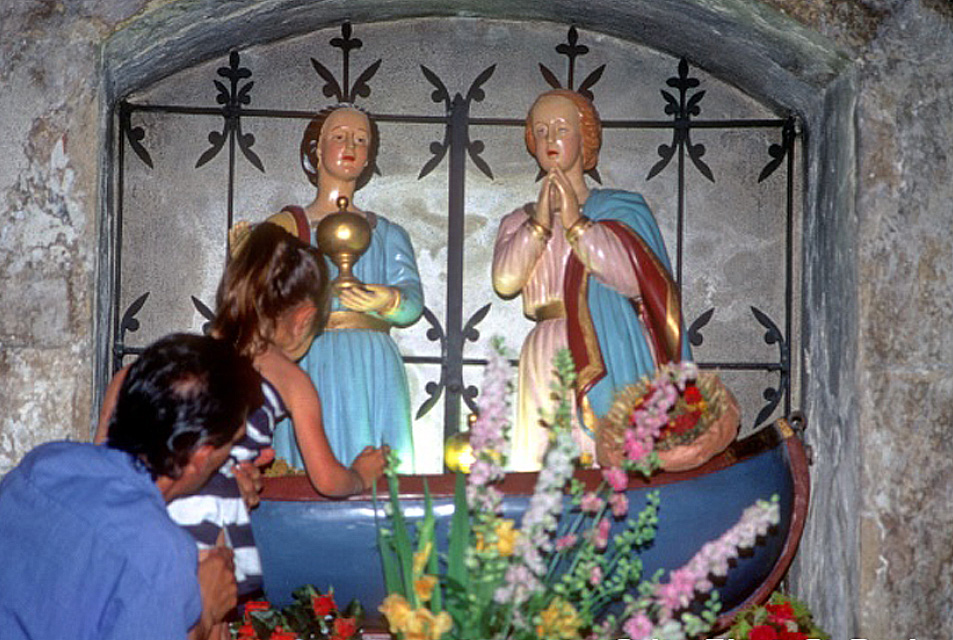
Die beiden Marien auf ihrer Barke

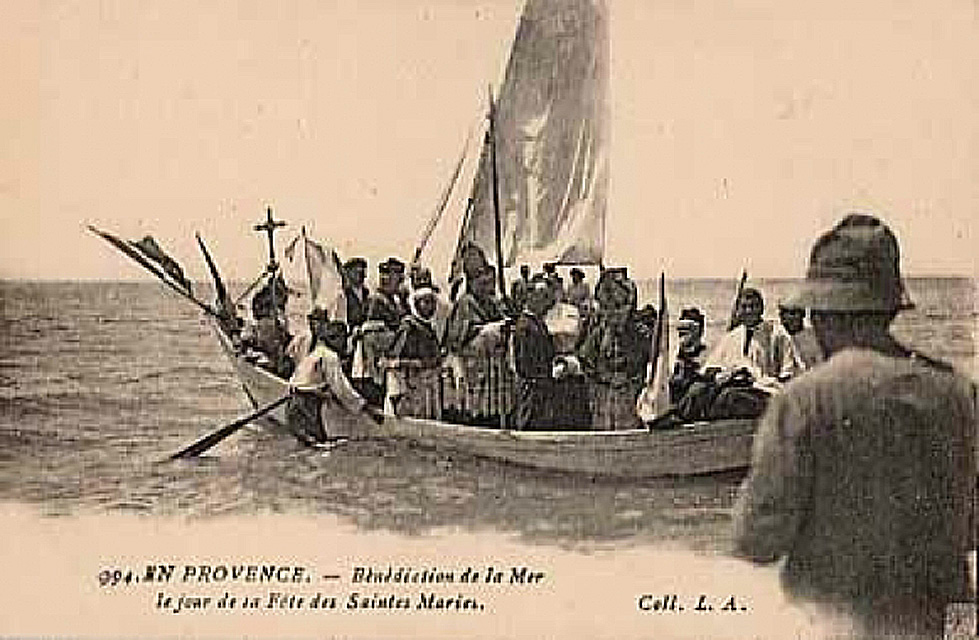
Die Barke mit den beiden Heiligen

Ende Mai jeden Jahres treffen sich Angehörige der Roma, Manouches, Sinti und Jenischen, um ihrer Patronin, der Schwarzen Sara, zu huldigen. Der kleine Ort wird zu einem riesigen Wohnwagenlager. Die Pilger bereiten das religiöse Ereignis vor und organisieren den Ablauf für eine Woche. Es ist auch das Fest des Wiedersehens, und die Mehrheit der Kinder werden in der Kirche Notre-Dame-de-la-Mer getauft. Die Prozession zur Verehrung Saras kam erst im Laufe des Zweiten Weltkriegs auf und die „Zigeunerwallfahrt“ hat mittlerweile die traditionellen Marienwallfahrten in den Schatten gestellt. Dass die Roma sich mit der Schwarzen Sara identifizieren, liegt vermutlich nicht nur an der dunklen Hautfarbe, sondern auch an ihrer angeblichen Herkunft aus Ägypten. Den nicht sesshaften Volksgruppen wurde in Vorzeiten die gleiche Herkunft nachgesagt. Der Legende nach sicherte Sara durch Betteln das Überleben der drei Marien.

### Prozession der Schwarzen Sara
Am 24. Mai beginnt die Prozession zum Meer, die vom Erzbistum Aix betreut wird. An der Spitze reitet ein Dutzend Gardians auf Camargue-Pferden. Von der alten Wehrkirche wird die hölzerne Sara-Statue von vier Männern auf den Schultern einmal zum Meer und zurück getragen, begleitet von mehreren tausend Menschen. Der Statue sind mit Pailletten und Stickereien verzierte Umhänge umgebunden, so dass der Kopf gerade noch herausschaut. Am Meer wird sie ins Wasser getragen und von den Gläubigen mit Meerwasser bespritzt. Dann geht es zurück in die Wehrkirche, wo ein Abendgebet abgehalten wird. Anschließend wird in den Gassen der Stadt noch bis in die Nachtstunden gefeiert.

### Prozession der Maria Kleophae und Maria Salome
Der darauffolgende Tag, der 25. Mai, ist den beiden Heiligen des Dorfes gewidmet: Maria Kleophae und Maria Salome werden in einer Prozession feierlich zum Meer getragen. Dies zur Erinnerung an die Ankunft der Heiligen mit dem Boot um das Jahr 45 und der ersten Evangelisierung der Provence. Die Barke mit den Statuen wird umringt von der Menge der Gläubigen aus der Umgebung in ihren traditionellen Trachten. Auch hierzu kommen Pilger aus der ganzen Welt. Während beider Tage finden in der Kirche viele Gottesdienste und Gebete statt. Ihr Reliquienschrein wird an diesem Tag vom Obergeschoss der Kirche auf den Altar herabgelassen.

## Ablauf der Oktoberwallfahrt
Die zweite Wallfahrt findet an dem Sonntag statt, welcher dem 22. Oktober am nächsten liegt. Die Feierlichkeiten ähneln denen vom Mai mit Gottesdiensten und Reliquienverehrung sowie der Prozession am Sonntagmorgen mit der Barke zum Meer.

## Trivia
In der Fernsehserie Mond Mond Mond wird die Wallfahrt einer Sippe nach Saintes-Maries-de-la-Mer dargestellt.